# Matías Pérez (Fußballspieler, 1999)
Matías Damián Pérez (* 24. September 1999 in Florencio Varela) ist ein argentinischer Fußballspieler.

## Karriere
Pérez begann seine Karriere beim CA Lanús. Im Februar 2020 gab er sein Debüt für die Profis von Lánus in der Primera División. Dies blieb in der Saison 2019/20 sein einziger Einsatz. In der Saison 2020/21 kam er zu fünf Ligaeinsätzen. In der Saison 2021 absolvierte er 16 Partien in der Primera División. In der Saison 2022 gelang ihm dann der Durchbruch und er absolvierte 36 Partien in der höchsten argentinischen Spielklasse.
Im Januar 2023 wechselte Pérez nach Russland zum FK Orenburg.